# Lake Bonney Riverland
Lake Bonney är en sjö i Australien. Den ligger i delstaten South Australia, omkring 190 kilometer nordost om delstatshuvudstaden Adelaide. Lake Bonney ligger 10 meter över havet. Arean är 18,0 kvadratkilometer. Den sträcker sig 6,6 kilometer i nord-sydlig riktning, och 5,4 kilometer i öst-västlig riktning.
Följande samhällen ligger vid Lake Bonney:
- Barmera (2 830 invånare)

Omgivningarna runt Lake Bonney är i huvudsak ett öppet busklandskap. Runt Lake Bonney är det ganska glesbefolkat, med 32 invånare per kvadratkilometer. Genomsnittlig årsnederbörd är 299 millimeter. Den regnigaste månaden är februari, med i genomsnitt 67 mm nederbörd, och den torraste är oktober, med 7 mm nederbörd.